# Omar Abidi
Omar Abidi (Paddington, Londres, Inglaterra, 15 de agosto de 1983) es un músico británico de ascendencia árabe y portuguesa. Actualmente (y desde el año 2003) es integrante del grupo de post-hardcore británico Fightstar, donde ejerce de batería.

## Discografía

### Con Fightstar
- 2005: They Liked You Better When You Were Dead
- 2006: Grand Unification
- 2007: One Day Son, This Will All Be Yours
- 2008: Alternate Endings
- 2009: Be Human